# Эверард, Томас
Томас Эверард — механик и налоговый чиновник, внёс важные усовершенствования в конструкцию прямоугольной логарифмической линейки. Его линейка, предназначавшаяся главным образом для определения объёмов различных сосудов и ёмкостей, состояла из корпуса и двух движков, которые перемещались в пазах на лицевой и тыльной сторонах корпуса. На этой линейке впервые применена обратная шкала. Её использование позволяло находить глубину различных бочонков стандартного объёма.